# 오토도메 폭포

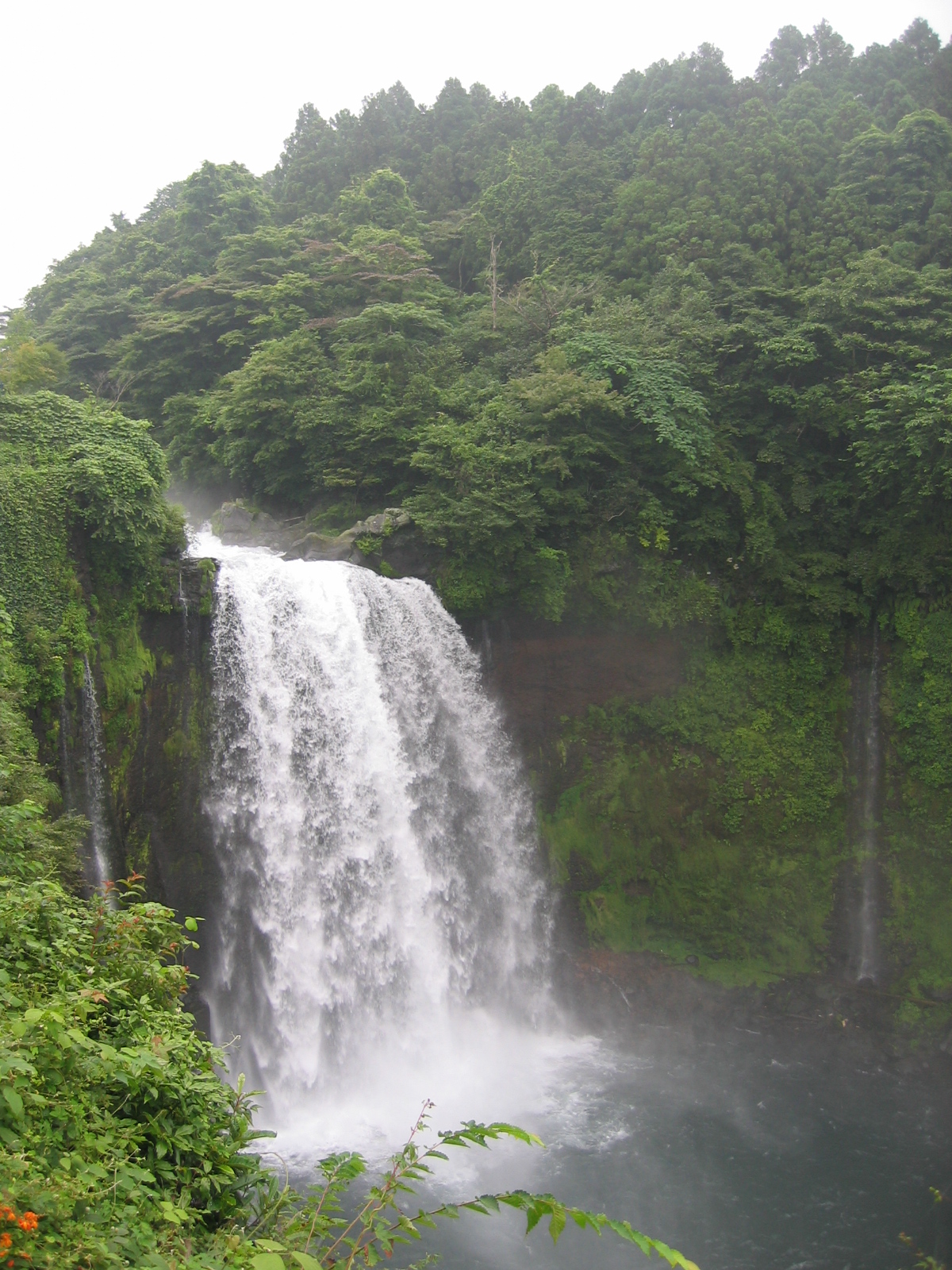
오토도메 폭포

오토도메 폭포(일본어: 音止めの滝)는 일본 시즈오카현 후지노미야시에 있는 폭포다. 인접한 시라이토 폭포와 함께 저명한 관광지 중 하나로 알려져 있다.